# Monneren
Monneren là một xã trong vùng Grand Est, thuộc tỉnh Moselle, quận Thionville-Est, tổng Metzervisse. Tọa độ địa lý của xã là 49° 20' vĩ độ bắc, 06° 24' kinh độ đông. Monneren nằm trên độ cao trung bình là 250 mét trên mực nước biển, có điểm thấp nhất là 231 mét và điểm cao nhất là 307 mét. Xã có diện tích 11,06 km², dân số vào thời điểm 2006 là 430 người; mật độ dân số là 37 người/km².

## Thông tin nhân khẩu
| 1962 | 1968 | 1975 | 1982 | 1990 | 1999 | 2006 |
| ---- | ---- | ---- | ---- | ---- | ---- | ---- |
| 321  | 329  | 302  | 278  | 309  | 273  | 430  |